# Алвиг X фон Зулц
Алвиг X фон Зулц (V/VIII) (на немски: Alwig X von Sulz; * 1417; † между 7 декември 1492 и 5 февруари 1493 в Райнау) е граф на Зулц, Вадуц, Шеленберг и Блуменек, ландграф в Клетгау (1487 – 1493) и наследствен съдия на импреския град Ротвайл.

## Биография
Той е син на граф Рудолф III фон Зулц († 1439) и съпругата му Урсула фон Хабсбург-Лауфенбург († 1460), дъщеря наследничка на граф Йохан IV фон Хабсбург-Лауфенбург († 1408) и Агнес фон Хоен-Ланденберг († сл. 1431). Майка му е наследничка на територия в Клетгау.
Брат е на Йохан II фон Зулц († 1484), граф на Зулц, ландграф в Клетгау, наследствен дворцов съдия, и Рудолф IV фон Зулц († 1487), граф на Зулц, ландграф в Клетгау.
След смъртта на майка им графиня Урсула братята Алвиг, Йохан II и Рудолф IV управляват заедно в Клетгау. След смъртта на брат му Йохан 1484 г. Алвиг получава и службата съдия.
Алвиг X фон Зулц е погребан, както братята му, в църквата на манастир Райнау в кантон Цюрих

## Фамилия
Алвиг X фон Зулц се жени на 24 юли/30 декември 1477 г. на 60 години за по-младата с 35 години Верена фон Брандис (1452 – 1504), дъщеря на фрайхер Улрих II фон Брандис-Блуменег († 1486) и Пракседис фон Хелфенщайн († 1479). Те имат две деца:
- Рудолф V фон Зулц (* 1478 в Тинген; † 5 октомври 1535). граф на Зулц и ландграф в Клетгау (1493 – 1535), женен на 1 май (1497) 1498 г. в Констанц за Маргарета фон Валдбург-Зоненберг (1483 – 1546)
- Юнкер Волф Херман фон Зулц († сл. 1528), командант на Кюсабург